# Kazuya Kawaguchi
Kazuya Kawaguchi (河口 和也, Kawaguchi Kazuya, 1963)  é um sociólogo japonês e professor na Faculdade de Ciências Humanas da Universidade Hiroshima Shudo. Ele identificou publicamente como gay e realiza pesquisas sobre casamento entre pessoas do mesmo sexo e sistemas de declaração de parceria. Kawaguchi também é ativo na defesa de reformas legais, dando palestras em todo o Japão. Ele desempenhou um papel central na realização de pesquisas nacionais japonesas sobre a conscientização pública das minorias sexuais (como indivíduos LGBT) em 2015 e 2019.

## Carreira
Na década de 1990, Kawaguchi, junto com Keith Vincent e Takashi Kazama, organizou o "Grupo de Estudos de Identidade" dentro da Associação para o Movimento de Lésbicas e Gays no Japão (agora conhecida como OCCUR). Ele foi coeditor da primeira antologia que traduziu a teoria queer de contextos ocidentais para o japonês.
Em 12 de fevereiro de 1991, a OCCUR entrou com uma ação judicial pedindo indenização contra o Governo Metropolitano de Tóquio, que havia negado o acesso de indivíduos LGBTQ a acomodações na Casa da Juventude Fuchu no ano anterior. Os autores da ação foram Masashi Nagata, Takashi Kazama e Masanori Kanda. Kawaguchi, como membro da OCCUR, participou ativamente da batalha legal. Em março de 1994, o Tribunal Distrital de Tóquio decidiu a favor dos autores da ação e, em setembro de 1997, o Tribunal Superior de Tóquio rejeitou o recurso do governo metropolitano.

## Obras
- Kazuya Kawaguchi, Queer Studies [kuia sutadizu], 2003, Iwanami shoten, ISBN 9784000270045